# Represa de Jurumirim

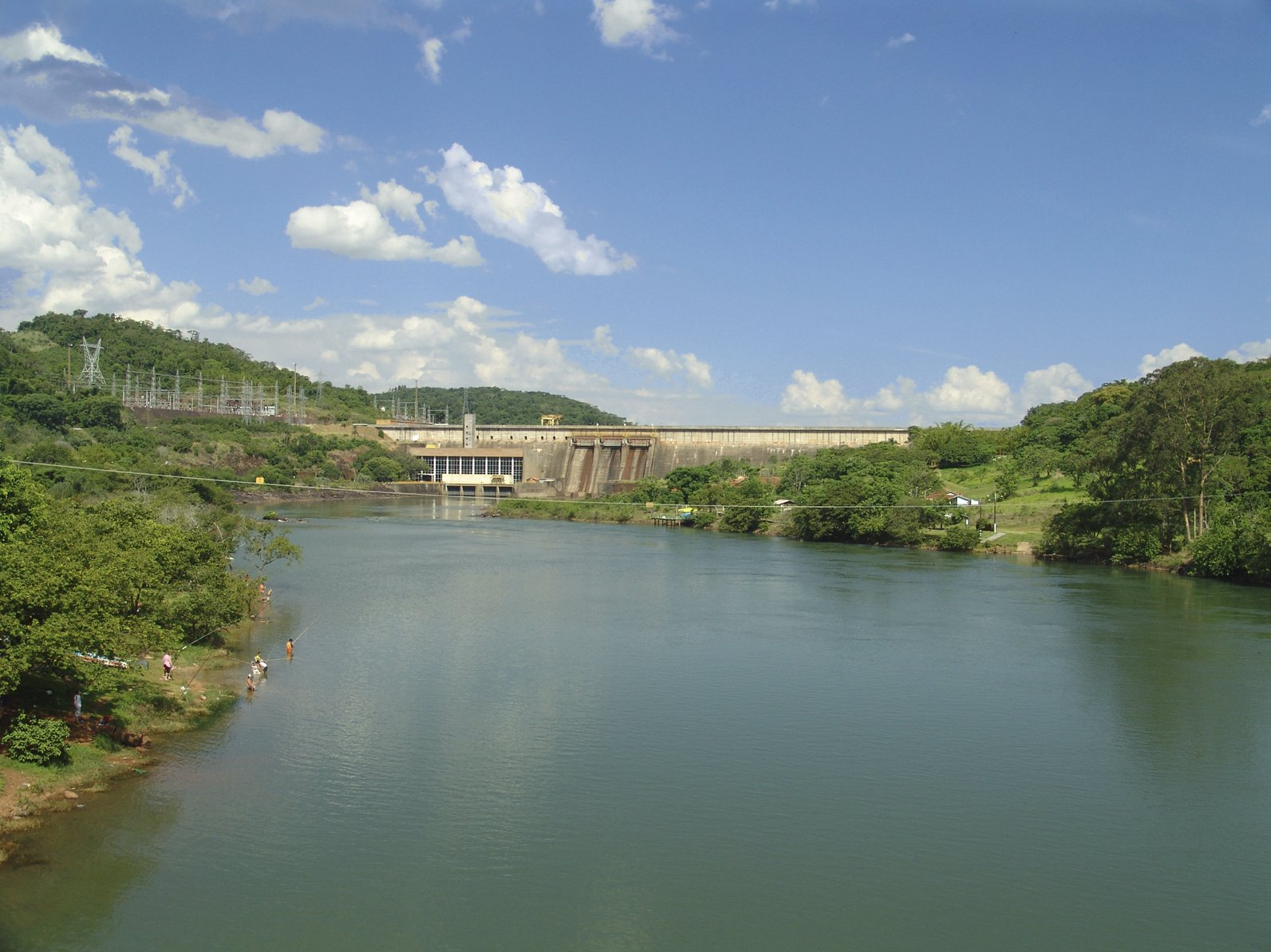
Represa de Jurumirim.

La represa Armando Avellanal Laydner o Jurumirim, está situada sobre el río Paranapanema, entre las ciudades de Cerqueira César y Piraju, estado de São Paulo, Brasil.
La presa fue inaugurada en 1962 y fue la segunda en ser construida  sobre el Paranapanema, después de la represa de Salto Grande. Posee 2 turbinas tipo Kaplan con una potencia total instalada de 98 MW y su embalse ocupa 449 km².
Al igual que las restantes represas sobre el río Paranapanema es operada por la empresa Duke Energy International Geração Paranapanema SA.